# Eutrypanus triangulifer
Eutrypanus triangulifer là một loài bọ cánh cứng trong họ Cerambycidae.